# Telltale Games

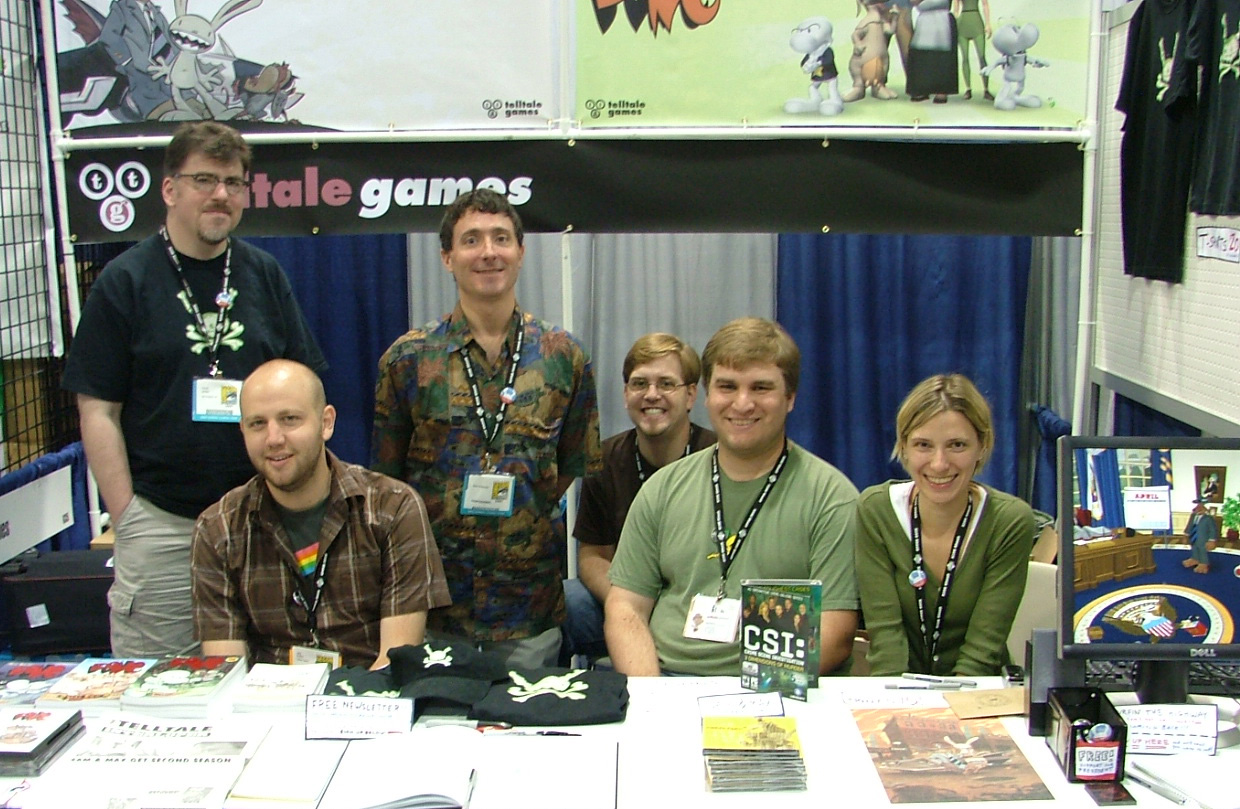
Mitarbeiter von Telltale Games 2007 auf der Comic-Con

Telltale Games war ein Entwicklerstudio für Computerspiele aus dem US-amerikanischen San Rafael.

## Geschichte
Telltale Games wurde 2004 von einer Gruppe ehemaliger Mitarbeiter von LucasArts gegründet. Diese hatten dort zuletzt an Sam & Max: Freelance Police gearbeitet, als sich LucasArts entschloss, das Projekt einzustellen. Das Programmiererteam von Telltale Games setzte sich aus erfahrenen Entwicklern von Adventures zusammen, welche unter anderem an Grim Fandango, Monkey Island und Sam & Max Hit the Road gearbeitet haben.
Das erste von Telltale Games entwickelte Spiel kam 2005 auf den Markt, bei Telltale Texas Hold'em handelte es sich um eine Poker-Simulation. Das erste Adventure war das im gleichen Jahr erschienene Bone: Out from Boneville, welches in Episoden erscheint und auf der Comicserie Bone von Jeff Smith basiert. Nach der Veröffentlichung der ersten Episode von Bone gab Telltale Games bekannt, Sam & Max gleichermaßen als Episodenserie auf den Markt zu bringen. 2006 erschien die erste Episode online bei Gametap. Die zweite Staffel wurde zwischen 2007 und 2008 veröffentlicht, 2010 erschien die dritte Staffel.
Weiterhin entwickelte Telltale Games Spiele zur Fernsehserie CSI: Den Tätern auf der Spur und seit 2009 zu Wallace & Gromit. Im selben Jahr wurde auch die erste Episode des auf Monkey Island von Lucasarts basierenden Tales of Monkey Island veröffentlicht. Seit der Gründung 2005 wurden über eine Million Spiele für die Plattformen PC, Xbox 360 und Wii verkauft. 2011 wurden Zurück in die Zukunft und Jurassic Park veröffentlicht. 2012 erschien die im Paralleluniversum Robert Kirkmans angesiedelte fünfteilige Serie The Walking Dead. Im November 2014 haben die Entwickler die erste von fünf Episoden von Tales from the Borderlands veröffentlicht. Die Episoden sind entweder einzeln oder als Gesamtpaket zu erwerben und erschienen in regelmäßigen Abständen. Ab Dezember 2014 veröffentlichte Telltale Games sechs Episoden eines PC-Spiels, das in der Welt von Das Lied von Eis und Feuer (Game of Thrones) angesiedelt ist. In Zusammenarbeit mit Mojang, dem Entwicklerstudio von Minecraft, erschien ab Oktober 2015 das Episodenspiel Minecraft: Story Mode. Im August 2016 folgte mit Batman: The Telltale Series ein weiteres Projekt von Telltale Games.

### Krise und Schließung
Am 21. September 2018 gab das Studio bekannt, zu einem Großteil zu schließen und die meisten der vorher etwa 240 Mitarbeiter zu entlassen. Etwa 25 Mitarbeiter wurden behalten, um die Verpflichtungen des Unternehmens gegenüber seinem Board of Directors und seinen Partnern zu erfüllen. Laut US Gamer werden sie an Minecraft: Story Mode arbeiten. Die letzte Staffel von The Walking Dead sollte hingegen nicht fertiggestellt werden, dies wurde jedoch vom Publisher Skybound Entertainment übernommen. Die finale Episode der letzten Staffel erschien termingerecht am 26. März 2019; The Wolf Among Us 2 und Stranger Things wurden jedoch endgültig abgesagt.
Die Entscheidung für die “Majority Studio Closure” wurde damit begründet, dass die Verkaufszahlen des vergangenen Jahres nicht hoch genug waren, um den Erhalt zu gewährleisten. CEO Pete Hawley betonte, dass sie keine Schließung darstelle und das verkleinerte Studio weiterbestehen würde.
Im November 2018 gab Pete Hawley die komplette Schließung des Studios bekannt. Um die Schulden des Studios zu tilgen, wurde eine Liquidation gestartet; ältere Spiele wurden aus dem Handel genommen.

### Neueröffnung durch LCG Entertainment
Im August 2019 wurden die Namensrechte an der Marke Telltale durch die US-amerikanische Firma LCG Entertainment erworben. Diese war erst kurz zuvor von zwei Veteranen der Computerspielindustrie gegründet worden und beschränkt sich in ihrer Geschäftsaktivität auf die Vermarktung alter Telltale-Spiele, wobei die Lizenzen für einige Spiele wie The Walking Dead und Stranger Things nicht miterworben werden konnten, da sie an andere Eigentümer übergegangen waren.
Auf den Gameawards 2019 kündigte das neue Telltale dann die Weiterarbeit an The Wolf Among Us an. Bei dieser Entwicklung arbeitet das Studio mit der Unreal Engine. Außerdem geht Telltale mit dem Kreativ-Studio AdHoc Studios eine Partnerschaft ein, welches von ehemaligen Telltale-Mitarbeitern gegründet wurde und die jetzt erzählerische Aspekte des Sequels erarbeiten soll.

## Veröffentlichungen
- 2005: Telltale Texas Hold’em
- 2005: Bone: Out from Boneville
- 2006: CSI: Crime Scene Investigation – Mord in 3 Dimensionen
- 2006: Bone: The Great Cow Race
- 2006: Sam & Max: Season One
- 2007: CSI: Crime Scene Investigation – Eindeutige Beweise
- 2007: Sam & Max: Season Two
- 2008: Strong Bad’s Cool Game for Attractive People
- 2009: Wallace & Gromit’s Grand Adventures
- 2009: Tales of Monkey Island
- 2009: CSI: Crime Scene Investigation – Tödliche Absichten
- 2010: Sam & Max: Season Three
- 2010: Puzzle Agent
- 2010: Poker Night at the Inventory
- 2010: Back to the Future: The Game
- 2010: Hector
- 2011: Puzzle Agent 2
- 2011: Jurassic Park: The Game
- 2011: Law & Order: Legacies
- 2012: The Walking Dead
- 2013: Poker Night 2
- 2013: The Wolf Among Us
- 2013: The Walking Dead: Season 2
- 2014: Tales from the Borderlands
- 2014: Game of Thrones – Episode 1–6
- 2015: Minecraft: Story Mode – Episode 1–8
- 2016: The Walking Dead: Michonne
- 2016: Batman: The Telltale Series
- 2016: The Walking Dead: A New Frontier
- 2017: Guardians of the Galaxy: The Telltale Series
- 2017: Minecraft Story Mode Season 2
- 2017: Batman: The Enemy Within
- 2018: The Walking Dead: The Final Season
- 2023: The Expanse: A Telltale Series